# Rieul von Reims
Rieul von Reims (auch Reolus, Réol, Regulus, Rigulus; † 698) war von 672 oder 673 bis mindestens 689 Bischof von Reims.
Rieul stammte aus einem fränkischen Adelsgeschlecht und heiratete Amathilde, eine Tochter des Merowinger-Königs Childerich II., mit der er mehrere Kinder hatte. Nach dem Tod seiner Frau trat er 662 in das Benediktiner-Kloster Hautvillers ein, ging jedoch später in das Kloster Rebais (Rebascum) im Bistum Meaux. 672 oder 673 wurde er Nachfolger seines Verwandten, des hl. Nivard, als 26. Bischof von Reims. Er stiftete um 680 das Kloster Orbais (Dorbacense monasterium), in der Nähe von Épernay in der Champagne in Nordfrankreich, wozu er Mönche aus Rebais berief, nahm 689 am Konzil in Rouen unter dem hl. Ansbert von Rouen teil, starb im Jahre 698 und wurde später heiliggesprochen. Seine Reliquien befinden sich in Orbais.
Ihm ist die Kirche St-Réol in Ambonnay im Département Marne geweiht.